# Theatrum Orbis Terrarum
Theatrum Orbis Terrarum (укр. Театр Земного Кола) — географічний атлас, підсумковий пам'ятник європейської картографії XVI століття, підготовлений Ортелієм. Вийшов у світ в 1570 році. в Антверпені. Це був перший в історії географічний атлас сучасного типу.
Атлас Ортелія витримав безліч видань, в кожне з яких картограф вносив додаткові уточнення. У першому виданні містилося 70 карт і 87 посилань на джерела (багато з яких нині втрачені), а в 31-му виданні 1612 року — вже 167 карт з відсиланням до 183 книжок. З карт Ортелія найбільшу популярність одержало деталізоване зображення Тихого океану (див. Maris Pacifici).
Перший тираж «Театру» незабаром був розпроданий, і через три місяці вийшло друге видання з декількома незначними змінами. 1571 р. вийшло третє видання на латині..
Крім латинського видання, до кінця 1572 року з'явилися переклади атласу на німецьку, французьку та голландську мови. У XVII столітті під тією ж назвою і з тих самих лекал друкувала свої атласи голландська фірма Блау (див. космографія Блау).
За три роки Ортеліус отримав стільки нових карт, що йому довелося випустити доповнення до «Театру» (Additamentum) з 17 карт, які він пізніше включив до складу основного тому. 1579 р. Ортеліус доповнює Атлас розділом історичних карт, які він сам склав, — «Parergon Theatri», який видавався й окремо. До смерті Ортеліуса в 1598 р. вийшло принаймні 28 видань Атласу на латині, голландською, німецькою, французькою та іспанською мовами. До цього числа не входять окремі видання «Додатків» і перевидання «Театру» іншими видавцями. 1606 р. — видання англійською мовою. Останнє видання його видав дім Плантена в 1612 р., через чотирнадцять років після смерті автора. Це видання вийшло під редакцією Балтазара Морета з фірми Плантена..